# Luka Vindiš
Luka Vindiš (* 8. Oktober 1994) ist ein slowenischer Fußballspieler auf der Position eines Innenverteidigers.

## Karriere

### Jugend und Debüt im Herrenfußball
Luka Vindiš wurde am 8. Oktober 1994 geboren und spielte zumindest seit Anfang des Jahres 2003 im Nachwuchsbereich eines Fußballvereins. 2008/09 trat er unter anderem noch für die U-15-Mannschaft der Nogometna šola Nk Maribor, der Fußballschule des NK Maribor, in Erscheinung, wechselte aber zur Saison 2009/10 in die Jugend des NK Jarenina. Dort wurde er vorwiegend in der Slovenska kadetska liga eingesetzt, brachte es aber 2010/11 auch zu ersten Einsätzen in der Slovenska mladinska liga, der slowenischen Juniorenliga. In dieser kam er daraufhin hauptsächlich ab der Spielzeit 2010/11, nach seinem Wechsel zum NK Aluminij, zum Einsatz. Nach 19 Spielen und drei Toren in der Saison 2011/12 der Juniorenliga avancierte Vindiš 2012/13 zum Stammspieler und brachte es auf eine Bilanz von 28 Meisterschaftseinsätzen und -sechs Treffern. Bereits zu Beginn der Saison 2013/14 wurde Vindiš an den Drittligisten NK Malečnik und debütierte für diesen am 25. August 2013 im Herrenfußball, als er von Trainer Vojislav Simeunović, dem Vater von Marko Simeunovič, in der 78. Spielminute als Ersatz für Roki Škofič auf den Rasen geschickt wurde.

### Profidebüt beim NK Aluminij
Nachdem er im darauffolgenden Spiel bereits über die volle Spieldauer am Rasen stand, holte ihn der NK Aluminij, der ihn bei Bedarf jederzeit einsetzen und dann wieder zur Leihstation zurückschicken konnte, des Öfteren in den Kader, wobei der Defensivakteur jedoch nie zum Einsatz kam. Erstmals saß er bereits am 17. August 2013 beim Zweitrundenspiel des slowenischen Zweitligisten uneingesetzt auf der Ersatzbank. In der Winterpause kehrte Vindiš wieder zurück zu seinem angestammten Verein und gab, nachdem er wieder einige Mal ohne Einsatz auf der Ersatzbank saß, am 6. April 2014 sein Profidebüt, als er unter Trainer Robert Pevnik beim 5:0-Heimsieg über den NK Šenčur über die vollen 90 Minuten auf dem Spielfeld war. Danach agierte er bis zum Saisonende größtenteils als Stammkraft in der Defensive und brachte es bis zum Ende des Jahres auf neun Zweitligaeinsätze.
Die Spielzeit 2014/15 begann für den Linksfuß verhalten; nach lediglich einem Einsatz über eine Spielhälfte in der ersten Runde des slowenischen Fußballpokals saß er in den ersten sechs Meisterschaftsrunden uneingesetzt auf der Bank. Erst am 20. September setzte der nunmehrige Trainer Damijan Romih auf den jungen Abwehrspieler und wechselte ihn in der 84. Spielminute in der Auswärtspartie gegen den ND Dravinja ein. In Minute 90 gelang ihm daraufhin der Treffer zum 2:0-Entstand. Nach weiteren Kurzeinsätzen in Runde 8 und 9 avancierte er ab der 10. Meisterschaftsrunde erneut zur Stammkraft und spielte bis zum Saisonende oftmals über die volle Spieldauer durch; Treffer gelang ihm kein mehr. Nach einem dritten Platz 2013/14 erreichte der NK Aluminij im Endklassement der slowenischen Zweitklassigkeit 2014/15 den zweiten Platz hinter NK Krško, der nur einen Punkt mehr auf dem Konto hatte. Während der NK Krško direkt in die Slovenska Nogometna Liga aufsteigen konnte, musste der NK Aluminij in die Relegation und verlor diese, nach einem 0:0-Remis im Hinspiel, mit 1:2 im Rückspiel und verpasste so den Aufstieg in die höchste Fußballliga des Landes.

### Zeit beim NK Drava Ptuj / Goalgetter beim NK Veržej
In die Saison 2015/16 startete Vindiš nur mehr als Ersatzspieler; als solcher kam er kaum noch zu Einsätzen und war ebenso wenig in der Startelf zu finden. Nach lediglich fünf Ligaeinsätzen, die er bis zur Winterpause absolvierte, trat er den Wechsel innerhalb der Liga zum NK Drava Ptuj an. Mit diesem konkurrierte er mit seinem Ex-Klub um den zweiten Tabellenplatz und beendete die Saison auf dem dritten Tabellenplatz mit vier Punkten Rückstand auf den NK Aluminij und neun Punkten Rückstand auf den Meister NK Radomlje. Für Drava Ptuj lief Vindiš in insgesamt elf Ligaspielen auf, ehe er zum Saisonende, abermals in der slowenischen Zweitklassigkeit, zum NK Veržej transferierte. Unter Zlatko Gabor und dessen Nachfolger auf dem Trainerposten, Marko Lešnik, war Vindiš Stammspieler in der Abwehrreihe, agierte jedoch auch äußerst torgefährlich und wurde von den Schiedsrichtern regelmäßig mit gelben Karten verwarnt. Bei 22 Meisterschaftseinsätzen 2016/17 kam Vindiš sechs Mal zum Torerfolg und erhielt acht gelbe Karten. Obgleich er der torgefährlichste Spieler im Kader war, passte die Mannschaftsleistung nicht und Veržej rangierte im Endklassement auf dem neunten und damit vorletzten Tabellenplatz. Der Abstieg in die dritthöchste slowenische Fußballliga blieb der Mannschaft jedoch, aufgrund der unzureichenden Anzahl der Mannschaften, erspart.

### Wechsel in die steirische Landesliga
In der Sommerpause vor der Saison 2017/18 tat sich für Vindiš ein Wechsel ins benachbarte Ausland auf, woraufhin er in die österreichische Viertklassigkeit zum steirischen Landesligisten FC Bad Radkersburg wechselte. Dort war er, unter anderem auch aufgrund der Nähe zu seinem Heimatland, einer von mehreren Slowenen in der von Mario Haas trainierten Kampfmannschaft. Nach einigen Einsätzen, in denen er auch von Beginn an am Rasen war, nahmen seine Einsätze als Ersatzspieler zu bzw. war er auch einige Partien gar nicht im Kader. Vor allem erst ab dem Frühjahr 2018, das mit einigen Veränderungen in der Kaderplanung einherging, avancierte er zur Stammkraft in der Radkersburger Defensive. Über den gesamten Saisonverlauf brachte er es auf 22 Landesligaeinsätze, in denen er selbst torlos blieb, und rangierte am Saisonende mit den Radkersburgern auf dem zehnten Tabellenrang. Des Weiteren brachte er es auch zu einem Einsatz für die zweite Mannschaft mit Spielbetrieb in der achtklassigen 1. Klasse Süd B. Bereits am Ende der Saison 2017/18 löste sich die zweite Mannschaft des FC Bad Radkersburg auf. In der darauffolgenden Spielzeit 2018/19 gehörte er unter Johann Bez, ab der Winterpause unter Marinko Šarkezi und in den letzten drei Saisonspielen unter Günther Milak zu einem 28-Mann-Kader, der lediglich aus vier Österreichern bestand, und war mit 29 von 30 möglich gewesenen Einsätzen, sowie einer Anzahl von 2.552 Einsatzminuten hinter Matej Andrejč und Boštjan Bizjak der Spieler mit den drittmeisten Einsatzminuten in der Mannschaft. Über einen längeren Zeitraum der Saison in den Abstiegskampf verwickelt, hätten die Radkersburger nach drei Siegen am Ende der Saison sportlich den Klassenerhalt geschafft, zogen sich jedoch in weiterer Folge ganz aus dem Spielbetrieb zurück.

### Wechsel zum FC Gamlitz
In der Sommerpause vor der Saison 2019/20 wechselte der Slowene zum 1987 gegründeten FC Gamlitz, der gerade erstmals in seiner Vereinsgeschichte den Aufstieg in die steirische Landesliga geschafft hatte. Bei den Gamlitzern kam er bis zum Abbruch des Spielbetriebs aufgrund der COVID-19-Pandemie in 14 Spielen zum Einsatz, erzielte dabei zwei Tore und war mit fünf gelben Karten der am öftesten verwarnte Spieler der Mannschaft. In der Saison 2020/21 wurde er bis zum Saisonabbruch bei neun Meisterschaftsspielen eingesetzt und erzielte dort zwei Treffer.

## Sonstiges
Sein älterer Bruder Marcel Vindis (* 1992) debütierte ebenfalls im slowenischen Profifußball und spielt heute auch im österreichischen Amateurfußball.